# Livio Linzi
Livio Giulio Corrado Linzi (Venezia, 11 febbraio 1921 – Mestre, 22 febbraio 1977) è stato un calciatore italiano, di ruolo centrocampista.

## Carriera
Livio Linzi nacque a Venezia dal macellaio Napoleone e da Amelia Manenti.
Giocò in Serie A nel Venezia, con cui vinse anche una Coppa Italia.

## Palmarès

### Club

#### Competizioni nazionali
- Coppa Italia: 1

Venezia: 1940-1941